# 張坰淳
张坰淳（：／ Chang Kyung-soon，1922年3月23日—2022年7月18日），男，本贯仁同张氏，大韩民国政治人物，曾任农林部长官、国会副议长等职。

## 生平
1922年（一说1923年）生于全罗北道金堤市。1941年毕业于培材高等学校。1945年毕业于东洋大学，担任全北中高等学校教师。1948年毕业于陆军士官学校，参加朝鲜战争。历任陆军情报学校校长、陆军本部教育处长、陆军士官学校参谋长、国家重建最高会议委员、农林部长官等职。1961年参加五一六军事政变。1963年至1980年担任国会议员。1963年至1972年担任国会副议长。1980年光州事件后退出政坛。2022年7月18日上午6点21分逝世。

## 荣誉
- 乙支武功勋章
- 忠武武功勋章
- 花郎武功勋章
- 青條勤政勳章
- 保國勳章統一章